# Rejon ratnieński
Rejon ratnieński – rejon obwodu wołyńskiego Ukrainy.
Został utworzony 4 stycznia 1965, wcześniej istniał w latach 1940–1962.
Powierzchnia rejonu wynosi 1437 km², a ludność rejonu liczy 52 500 osób.
Na terenie rejonu znajduje się 2 osiedlowe rady i 22 silskie rady, obejmujących w sumie 67 miejscowości. Siedzibą władz rejonowych jest Ratno.

## Miejscowości rejonu ratnieńskiego
- Adamówka (Адамівка)
- Bereza (Береза)
- Bereźniki (Березники)
- Borowucha (Боровуха)
- Brody (Броди)
- Brodziatyn (Бродятине)
- Chaboryszcze (Хабарище)
- Chlebowo (Хлібове)
- Datyń (Датинь)
- Dolina (Долина)
- Domanowo (Доманове)
- Doszno (Дошне)
- Górniki (Гірники)
- Hodyń (Годинь)
- Hołowiszcze (Головище)
- Huta Ratnieńska (Гута)
- Jakusze (Якушів)
- Jazownia (Язавні)
- Komarowo (Комарове)
- Koniszcze (Конище)
- Kortelisy (Кортеліси)
- Kosice (Косиці)
- Kozowata (Козовата)
- Kraska (Краска)
- Łuczyce (Лучичі)
- Meżysyt[1] (Межисить)
- Mielniki Rzeczyckie (Мельники-Річицькі)
- Młynowe (Млинове)
- Okaczowo (Окачеве)
- Orzechowo Małe (Мале Оріхове)
- Pidhirja (Підгір'я)
- Podjazownia (Під'язівні)
- Piaski Rzeczyckie (Піски-Річицькі)
- Poczapy (Почапи)
- Podłożne (Підложне)
- Postupel (Поступель)
- Prochód (Прохід)
- Ratno (Ратне)
- Rzeczyca (Річиця)
- Samary (Самари)
- Samary-Orzechowe (Самари-Оріхові)
- Sielce (Сільце)
- Sielce Młynowskie (Сільця-Млинівські)
- Wólka Szczytyńska (Щитинська Воля)
- Szczodrochoszcze (Щедрогір)
- Szmeńki (Шменьки)
- Starościn (Старостине)
- Terebowicze (Теребовичі)
- Tur (Тур)
- Wielimcze (Велимче)
- Witeń (Витень)
- Wużysk (Вужиськ)
- Wydranica Видраниця)
- Wysoczne (Височне)
- Wyżyczno (Вижично)
- Zabłocie (Заболоття)
- Zabrodzie (Заброди)
- Zadolina (Задолина)
- Zalisy (Заліси)
- Załuchów (Залухів)
- Zalucie (Залюття)
- Zdomyśl (Здомишель)
- Zaiwanowo (Заіванове)
- Zalisiszcze (Залисиця)
- Zamszany (Замшани)
- Zaniwka (Занивське)
- Zapole (Запілля)
- Zapokiwie (Запоківне)
- Zaprypeć (Заприп'ять)
- Zorzane (Зоряне)
- Żyrycze (Жиричі)